# 脇荷
脇荷（わきに）は、江戸時代に長崎で行われた交易形態の1つ。
生糸（絹）・砂糖・皮革・薬品を輸入し、銅や樟脳などを輸出した公貿易を本方荷物（もとかたにもつ）または本荷（ほんに）と呼び、それとは別の商館員や船長が個人的に許された貿易品を脇荷と言った。
脇荷による商法はもと“潤色の商法”といい、日本が対オランダ貿易を制限していく過程で、例外規定として生まれた。本荷で扱われる銅や樟脳、禁輸品である刀剣など以外はどのような品物でも売買を許され、貿易船の船倉の空いた空間に詰めて輸送された。来日したオランダ人たちは衣服の下や私物の間に高価な商品を隠して持ちこんで売りさばくため、上陸して「2、3日たつとやせてくる」と言われた。元禄9年から天明6年（1696年 - 1786年）の間、出島には商館員たちの脇荷を収納するための脇荷蔵（わきにぐら、particuliere pakhuizen ）が、2棟並んで設置されていた。
脇荷取り引きは本荷とは別途行なわれ、出島のオランダ人が要求する生活必需品または日本の名産物などと交換する形で支払われた。この取り引きのために出島商人、または出島売込商人と呼ばれる商人が奉行の監督を受けて、酒・醤油・塗物・蒔絵・道具・屏風・竹細工・反物・木綿などオランダ人の欲するものを納入し、長崎会所を通じて取り引きが行われた。オランダ人は商人たちから商品を買い取るが、支払いは会所の役人にした。代わりの品を渡すときはその都度奉行所へ伺い、御印が済んでから出島へ持ち込んだ（勝海舟著『陸軍歴史』巻一、陸軍省総務局）。
脇荷貿易はカンバン (Kambang) 貿易とも呼ばれ、将軍や老中、長崎奉行・長崎代官・町年寄などが様々な商品を注文して取り寄せた。商品の注文は前年のうちに注文書をもって行ない、翌年に届けられた。脇荷で輸入された物は、時計・硝子器・薬品などで、これらのほかに長崎町年寄の高島秋帆は銃や大砲といった武器とその附属品、砲術書などを入手している。
町年寄は脇荷貿易の収入だけでなく貿易利益の歩合配当も得られたので、家来を数10人抱えた者もおり、10万石大名並みに裕福だった。高島秋帆の父で長崎町年寄の高島四郎兵衛茂紀は「紅毛人脇荷代調物諸勘定そのほか出島向き一躰の取締掛」という役職に就いており、これは脇荷を管理して出島の一切を統括する要職だった。